# Sandby Station
Sandby Station var en jernbanestation i Sandby mellem Svinninge og Gislinge som nu er nedlagt.
Stationen blev nedlagt den 7. november 2010 som et led til mere intensiv køreplan på Odsherredsbanen. Passagerer til og fra Sandby har siden denne dato skulle benytte bus fra Movia.
|  | Denne artikel om stationen Sandby Station kan blive bedre, hvis der indsættes et (bedre) billede. Du kan hjælpe ved at afsøge Wikimedia Commons for et passende billede eller uploade et godt billede til Wikimedia Commons iht. de tilladte licenser og indsætte det i artiklen. |

55°43′43.8″N 11°30′51″Ø / 55.728833°N 11.51417°Ø